# Фаббри, Луче
Луче Фаббри (итал. Luce Fabbri; 2 июля 1908, Рим — 19 августа 2000, Монтевидео) — итальянская анархистка, писательница.

## Биография
Родилась и воспитывалась в семье теоретика анархизма, борца с фашизмом — Луиджи Фаббри (1877—1935).
В раннем возрасте начала публиковаться в журнале «Pensiero e Volonta».
После прихода к власти в Италии Б. Муссолини её отец в 1926 вынужден был эмигрировать из Италии в Южную Америку.
В 1928 Луче Фаббри получила аттестат зрелости, изучала литературу в Болонье, затем с помощью анархистов нелегально выехала из Италии в Швейцарию.
В июне 1929 встретилась с отцом в Париже. Оттуда выехала в Бельгию, а затем в Уругвай.
Сопровождала группу анархистов, которые бежали из Аргентины после покушения на президента Хосе Урибуру.
Занималась организацией помощи анархистам во время гражданской войны в Испании. Работала учителем истории в средней школе, затем в Республиканском университете в Монтевидео. Читала курс лекций по истории итальянской литературы.
Во время Второй мировой войны редактировала итальянскую версию журнала «Socialismo y Libertad» («Социализм и свобода»).
Была в числе борцов с военной диктатурой в Уругвае в 1970-х — 1980-х годах.
Умерла в Монтевидео.

## Творчество
Автор книг:
- Il Risorgimento (На фоне гражданской войны в Испании), написанной во время войны в Испании.
- I Canti dell’Attesa (1932),
- Camisas Negras (1935),
- 19 de Julio Antología de la Revolucíon Española (по псевдонимом Luz de Alba) (1937),
- La Poesía de Leopardi (1971),
- Luigi Fabbri-Storia d’un nomo libero (не опубликована).

Автор многих брошюр, фельетонов и статей в либертарной литературной периодике в Уругвае и Аргентине.